# Internationale Vereinigung der Bergführerverbände
Die Internationale Vereinigung der Bergführerverbände (IVBV), englisch International Federation of Mountain Guides Associations (IFMGA), französisch Union Internationale des Associations de Guides de Montagnes (UIAGM), italienisch Unione internazionale delle associazioni di guide di montagna (UIAGM) ist eine 1965 gegründete internationale Organisation, die dem Austausch zwischen den Bergführerverbänden dient.

## Ziele
Sein Hauptziel ist die Qualitätssicherung der Bergführer und derer Ausbildungen. Die Bergführerverbände, die Mitglied beim IVBV sind, zahlen einen Mitgliederbeitrag proportional zur Zahl ihrer Bergführer. Die Verbände verpflichten sich dazu, ihre Bergführer nach den IVBV-Normen aus- und fortzubilden.

## Geschichte
Anlässlich des 100-Jahr-Jubiläums der ersten Matterhorn-Besteigung beschlossen im Juli 1965 Vertreter von Bergführerverbänden aus dem Aosta-Tal, Frankreich, Österreich und der Schweiz in Zermatt die Gründung eines internationalen Verbandes, die am 22. Oktober 1966 in Sion durch die Verabschiedung der Statuten erfolgte.
Im Laufe der Jahre schlossen sich Bergführer aller Länder, in denen Alpinismus betrieben wird, dem IVBV an. 1969 trat Deutschland dem IVBV bei und 1976 Südtirol. 2004 wurde mit Bolivien das erste Land aufgenommen, in welchem Skitouren unüblich sind; 2005 folgte Griechenland, wo Skitouren und Hochtouren nicht durchgeführt werden. 2009 folgte die Suspendierung Griechenlands wegen der ungenügenden Bergsteiger-Ausbildung. Zwei Jahre später mussten sich die fünf griechischen Bergführer einem anderen nationalen Verband anschließen und sich dessen Ausbildungsprogramm unterwerfen, um die IVBV-Berechtigungen zu behalten, 2012 folgte Nepal. Das jüngste Mitglied ist seit 2017 Ecuador.
Die IVBV ist seit 1987 ein UIAA-Mitglied. Seit 2004 gibt es zusätzlich die UIMLA, die auch Bergführer-Ausbildungen durchführt.
Die erste nepalesische Frau, die ein internationales Bergführerinnen Zertifikat erhielt ist die Sherpani Dawa Yangzum Sherpa. Dieses hat sie 2017 abgeschlossen.

## Mitgliedsverbände
Liste der IVBV Mitgliedsverbände, bestehend aus 28 Vollmitgliedern und 0 Anwärtern.
| Land                   | Kontinent   | Verband                                                              | Kürzel  | Status       | Seit |
| ---------------------- | ----------- | -------------------------------------------------------------------- | ------- | ------------ | ---- |
| Argentinien            | Südamerika  | Asociación Argentina de Guías de Montaña                             | AAGM    | Vollmitglied | 2005 |
| Bolivien               | Südamerika  | Asociacion de Guias de Montaña y Trekking de Bolivia                 | AGMTB   | Vollmitglied | 2004 |
| Chile                  | Südamerika  | https://www.angm.cl/?paged=1                                         | ANGM    | Vollmitglied | 2024 |
| Deutschland            | Europa      | Verband Deutscher Berg- und Skiführer                                | VDBS    | Vollmitglied | 1969 |
| East Europe            | Europa      | https://www.eemga.org/                                               | EEMGA   | Vollmitglied | 2019 |
| Ecuador                | Südamerika  | Asociación Ecuatoriana de Guias de Montaña                           | ASEGUIM | Vollmitglied | 2017 |
| Frankreich             | Europa      | Syndicat National des Guides de Montagnes Parc d´activités Alpespace | SNGM    | Vollmitglied | 1965 |
| Georgien               | Asien       | Georgian Mountain Guide Association                                  | GMGA    | Vollmitglied | 2022 |
| Italien                | Europa      | Unione Valdostana Guide di Alta Montagna                             | UVGAM   | Vollmitglied | 1965 |
| Italien                | Europa      | Verband der Südtiroler Berg- und Skiführer                           | VSBS    | Vollmitglied | 1976 |
| Italien                | Europa      | Associazione Nazionale Guide Alpine Italiane                         | AGAI    | Vollmitglied | –    |
| Japan                  | Asien       | Japan Mountain Guide Association                                     | JMGA    | Vollmitglied | 1991 |
| Kanada                 | Nordamerika | Association of Canadian Mountain Guides                              | ACMG    | Vollmitglied | 1973 |
| Kirgisistan            | Asien       | Kyrgyz Mountain Guide Association                                    | KMGA    | Vollmitglied | 2008 |
| Nepal                  | Asien       | Nepal National Mountain Guide Association                            | NNMGA   | Vollmitglied | 2012 |
| Neuseeland             | Ozeanien    | New Zealand Mountain Guides Association                              | NZMGA   | Vollmitglied | 1981 |
| Norwegen               | Europa      | Norske Tindevegledere                                                | NORTIND | Vollmitglied | 1982 |
| Österreich             | Europa      | Verband der Oesterreichischen Berg- und Schiführer                   | VÖBS    | Vollmitglied | 1965 |
| Peru                   | Südamerika  | Asociación de Guias de Montana de Peru                               | AGMP    | Vollmitglied | 1990 |
| Polen                  | Europa      | Polskie Stowarzyszenie Przewodników Wysokogórskich                   | PSPW    | Vollmitglied | 2000 |
| Russland               | Europa      | Russian Mountain Guide Association                                   | RMGA    | suspendiert  | –    |
| Schweden               | Europa      | Svenska Bergsguideorganisationen                                     | SBO     | Vollmitglied | 1997 |
| Schweiz                | Europa      | Schweizer Bergführerverband                                          | SBV     | Vollmitglied | 1965 |
| Slowakei               | Europa      | Národná asociácia horských vodcov Slovenskej republiky               | NAHVSR  | Vollmitglied | 1996 |
| Slowenien              | Europa      | Združenje planinskih vodnikov Slovenije                              | ZPVS    | Vollmitglied | 1997 |
| Spanien                | Europa      | Asociación Española de Guías de Montaña                              | AEGM    | Vollmitglied | 1994 |
| Tschechien             | Europa      | Ceska asociace horských vudcu                                        | CAHV    | Vollmitglied | 2006 |
| Vereinigte Staaten     | Nordamerika | American Mountain Guides Association                                 | AMGA    | Vollmitglied | 1997 |
| Vereinigtes Königreich | Europa      | British Association of Mountain Guides                               | BMG     | Vollmitglied | 1977 |

## Ausbildung eines IVBV-Bergführers
Nach den IVBV-Regeln dauert die Ausbildung zum Bergführer mindestens drei, aber höchstens fünf Jahre. Kann der Bergführerverband eines Landes die ordnungsgemäße Ausbildung ihrer Bergführer nicht gewährleisten, muss er mit einem ausländischen Verband eine entsprechende Kooperation eingehen.

### Vor der Ausbildung
Ein Interessent muss volljährig und in sehr guter körperlicher Verfassung sein. Er muss innerhalb von mindestens drei Jahren mindestens 35 Touren gemacht haben; diese muss er in einem Bericht festhalten.
Sommer-Touren
Im Bergsteigen werden mindestens 10 Touren erwartet, wovon mindestens 5 nach SAC-Skala "schwierig" waren. Der Höhenunterschied muss mindestens 800 m betragen. Daneben mindestens 10 Klettertouren im Fels, mit mindestens 10 Seillängen (oder mindestens 250 m Aufstieg). Minimale Schwierigkeit IV; Touren mit totaler Absicherung sind nicht zulässig. Der Abstieg muss jeweils über eine andere Route erfolgen als der Aufstieg.
Winter-Touren
Mindestens 10 Skitouren in den Bergen, mit einem Höhenunterschied von jeweils mindestens 1000 Metern.
Technisches Klettern
Mehrere Routen, mit einer Schwierigkeitsgrad von 6a im Felsklettern und 4 im Eisklettern.
Zulassungsprüfung
Sind diese Bedingungen gegeben, erfolgt die Zulassungsprüfung zur Aspiranten-Ausbildung. Sie ist in fünf Teile gegliedert:
- Felsklettern mit Bergschuhen (mindestens 5a)
- dasselbe mit Kletterschuhen (mind. 6b)
- Bergsteigen im Eis, mit einem Pickel, mit Steigeisen in klassischer Technik
- Bergsteigen im Eis, ein oder zwei Pickel, mit Steigeisen in Frontalzacken-Technik
- Prüfung im Skifahren, in allen Schneearten und Geländeformen. (Dieser Teil findet in bestimmten Ländern nicht statt.)

Diese Zulassungsprüfung kann auch innerhalb eines Ausbildungskurses stattfinden.

### Ausbildung zum Bergführer-Aspiranten
Um das Aspiranten-Diplom zu erlangen, findet eine mindestens 50 Tage lange Ausbildung statt:
- Schnee und Lawinen (5 Tage)
- Selbstrettung (4 Tage)
- Medizinisches Grundwissen, das für das Bergsteigen relevant ist (2 Tage)
- Praktische Winterausbildung (10 Tage)
- Praktische Sommerausbildung (20 Tage)
- Ausbildung nach lokalen Anforderungen (9 Tage)

Themen der Ausbildung zum Aspiranten sind:
- Teilnehmer führen, unterrichten und trainieren können
- Sicherheit und Rettung: Orientierung, Wetter, Lawinen, Erste Hilfe, Survival
- Natur und Umwelt, bezogen auf die Ausbildungsregion: Fauna, Flora, Geologie, Ökologie, Kultur

### Tätigkeit als Bergführer-Aspirant
Nach der theoretischen und praktischen Prüfung erhält der Kandidat das Aspirantendiplom. Dieses ist zwischen 1 und 5 Jahre gültig. Mit diesem Diplom kann der Aspirant Erfahrung sammeln, und gegen Bezahlung Bergtouristen führen und ausbilden. Er darf aber keine heiklen Touren leiten, ausser in Begleitung eines diplomierten Bergführers.
Der Bergführer-Aspirant wird individuell begleitet und betreut. Jeder Ausbilder muss bereits IVBV-Bergführer sein und mindestens drei Jahre Berufserfahrung besitzen. Jeder Ausbilder darf nur einen Aspiranten betreuen.
Eine strukturierte Praxiszeit (7 Tage im Sommer, 7 Tage im Winter) verbessert den Aspiranten in seiner Selbstständigkeit.

### Ausbildung zum diplomierten Bergführer
Während der Tätigkeit als Aspirant beginnt die weitere Ausbildung zum Bergführer. Sie dauert, mit Prüfungen, mindestens 80 Tage, wovon mindestens 60 Tage Gemeinschaftsunterricht sind:
- Alpines Klettern und Sportklettern im Fels: mind. 20 Tage
- Bergsteigen in Schnee, Eis und gemischtem Gelände: mind. 20 Tage
- Winter-Ausbildung: Skibergsteigen, Skifahren abseits der Pisten (Freeride), Skitouren, Schneeschuhwandern und ähnliches: mind. 20 Tage

Ein erweiterter Katalog an Lerninhalten wird nun theoretisch und praktisch geprüft. Die Prüfung kann allerdings auch als fortlaufende Bewertung erfolgen.

## Fortbildung
Die IVBV-Bergführer sind zu regelmässigen Fortbildungen verpflichtet. Höchstens alle zwei Jahre findet ein mindestens eintägiger Kurs statt; innerhalb von sechs Jahren müssen alle Inhalte der Bergführer-Ausbildung behandelt werden.